# Spodnja Senarska
Spodnja Senarska je naselje v Občini Sveta Trojica v Slovenskih goricah.